# 志々目藤彦

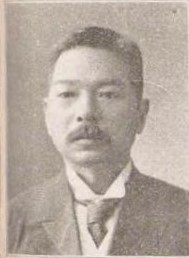
志々目藤彦

志々目 藤彦（ししめ ふじひこ、1870年2月1日（明治3年1月1日）- 1927年（昭和2年）6月7日）は、明治から大正期の農業経営者、政治家。衆議院議員、鹿児島県会議長。政治活動に全財産を用いた「井戸塀政治家」として知られた。

## 経歴
薩摩国揖宿郡、のちの鹿児島県揖宿郡喜入村（喜入町を経て現鹿児島市）で、志々目真幸の長男として生まれる。1879年（明治12年）1月、家督を相続した。普通学、和漢学を修め、1892年（明治25年）明治法律学校（現明治大学）を卒業した。農業を営む。
1897年（明治30年）鹿児島県会議員に選出され、同参事会員、同副議長を務め、1908年（明治41年）11月、県会議長となった。
1912年（明治45年）5月の第11回衆議院議員総選挙で鹿児島県郡部から立憲政友会所属で出馬して初当選。代議士1期目で財産を失うが、村人の寄付でその後の政治活動を行った。1915年（大正4年）3月の第12回総選挙でも再選、1917年（大正6年）4月の第13回総選挙でも再選され、衆議院議員に連続3期在任した。
その他、鹿児島県産馬組合連合会組長、同畜産連合会長、揖宿郡農会長などに在任し農業振興に務め、また、指宿線開通にも尽力した。